# Ronde van Frankrijk 1957
| Route van de Ronde van Frankrijk 1957. |                   |              |
| Eindklassement                         |                   |              |
| Algemeen klassement                    | Jacques Anquetil  | 135u 44' 42" |
| Tweede                                 | Marcel Janssens   | + 14' 56"    |
| Derde                                  | Adolf Christian   | + 17' 26"    |
| Vierde                                 | Jean Forestier    | + 18' 02"    |
| Vijfde                                 | Jesús Loroño      | + 20' 17"    |
| Zesde                                  | Gastone Nencini   | + 26' 03"    |
| Zevende                                | Nino Defilippis   | + 27' 57"    |
| Achtste                                | Wim van Est       | + 28' 10"    |
| Negende                                | Jean Adriaensens  | + 34' 07"    |
| Tiende                                 | Jean Dotto        | + 36' 31"    |
| Rode Lantaarn                          | Guy Million (56e) | + 4h 41' 11" |
| Puntenklassement                       | Jean Forestier    | 301 punten   |
| Tweede                                 | Wim van Est       | 317 punten   |
| Derde                                  | Adolf Christian   | 366 punten   |
| Bergklassement                         | Gastone Nencini   | 44 punten    |
| Tweede                                 | Louis Bergaud     | 43 punten    |
| Derde                                  | Marcel Janssens   | 32 punten    |
| Ploegenklassement                      | Frankrijk         | 405h 59' 08" |
| Tweede                                 | Italië            | -            |
| Derde                                  | België            | -            |

De 44e editie van de Ronde van Frankrijk ging van start op 27 juni 1957 in Nantes en eindigde op 20 juli in Parijs. Er stonden 120 renners verdeeld over 12 ploegen aan de start.
- Aantal ritten: 22
- Totale afstand: 4685 km
- Gemiddelde snelheid: 34.250 km/h
- Aantal deelnemers: 120
- Aantal uitgevallen: 64

## Verloop
Louison Bobet had aangegeven niet mee te rijden in de Ronde, en dus werd de verrassende winnaar van 1956, Roger Walkowiak, de kopman van de Franse ploeg. De echte Franse favoriet was echter de debutant Jacques Anquetil.
Het weer was de eerste Tourweek zeer heet, waardoor een kwart van de renners opgaf, waaronder de Luxemburgse favoriet Charly Gaul. Ook Federico Bahamontes, de andere topklimmer van dat moment, gaf al vroeg op omdat een puist op zijn arm het sturen moeilijk maakte. Al in de vijfde etappe pakte Anquetil de gele trui, hoewel hij het twee dagen later alweer kwijtraakte aan Nicolas Barone. Anquetil ging in de negende etappe samen met Jozef Planckaert in de aanval, en kreeg met een groep van 10 rijders meer dan 10 minuten voorsprong, waarmee hij terugkeerde in de kop van het klassement. De volgende dag, in een zware bergrit over de Galibier, vielen Gastone Nencini en Marcel Janssens aan. Anquetil wist als een van de weinigen in de buurt te blijven, en pakte de eerste plaats in het klassement terug.
Met de hulp van zijn ploeg behield Anquetil de leiding, en met winst in een ingelaste tijdrit breidde hij die zelfs nog uit. In de Pyreneeën werd hij niet bedreigd, en in de afsluitende lange tijdrit pakte hij nog eens 2 minuten of meer op iedereen. Hoewel er bij latere Rondes wel kritiek zou komen op de saaie wijze waarop 'Monsieur Chrono' won (tijd pakken in de tijdritten en in de bergen enkel aanklampen), was hij voor nu de nieuwe Franse nationale held.

## Belgische en Nederlandse prestaties
In totaal namen er 10 Belgen en 10 Nederlanders deel aan de Tour van 1957.

### Belgische etappezeges
- Marcel Janssens won de 4e etappe van Rouen naar Roubaix. In het eindklassement bereikte hij de 2e plaats.

### Nederlandse etappezeges
- In 1957 was er geen Nederlandse etappe-overwinning. De hoogstgeklasseerde Nederlander in het eindklassement werd Wim van Est; hij werd 8e.

## Etappes

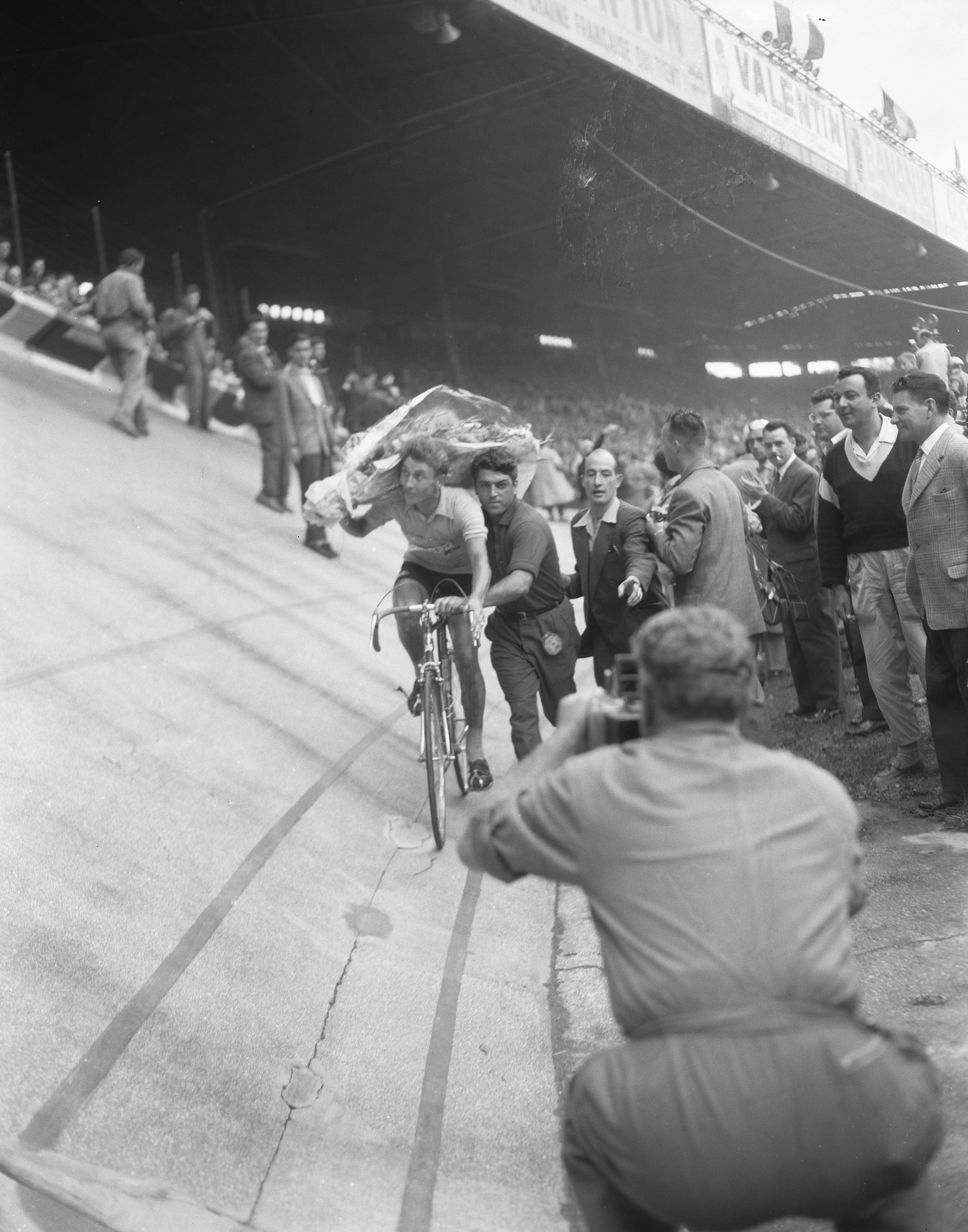
Ererondje van Anquetil in Parijs

- 1e Etappe Nantes - Granville: André Darrigade (Fra
- 2e Etappe Granville - Caen: René Privat (Fra)
- 3ae Etappe Caen - Caen: Frankrijk
- 3be Etappe Caen - Rouen: Jacques Anquetil (Fra)
- 4e Etappe Rouen - Roubaix: Marcel Janssens (Bel)
- 5e Etappe Roubaix - Charleroi: Gilbert Bauvin (Fra)
- 6e Etappe Charleroi - Metz: André Trochut (Fra)
- 7e Etappe Metz - Colmar: Roger Hassenforder (Fra)
- 8e Etappe Colmar - Besançon: Pierino Baffi (Ita)
- 9e Etappe Besançon - Thonon-les-Bains: Jacques Anquetil (Fra)
- 10e Etappe Thonon-les-Bains - Briançon: Gastone Nencini (Ita)
- 11e Etappe Briançon - Cannes: René Privat (Fra)
- 12e Etappe Cannes - Marseille: Jean Stablinski (Fra)
- 13e Etappe Marseille - Alès: Nino Defilippis (Ita)
- 14e Etappe Alès - Perpignan: Roger Hassenforder (Fra)
- 15ae Etappe Perpignan - Barcelona: René Privat (Fra)
- 15be Etappe Montjuich-circuit: Jacques Anquetil (Fra)
- 16e Etappe Barcelona - Ax-les-Thermes: Jean Bourlès (Fra)
- 17e Etappe Ax-les-Thermes - Saint Gaudens: Nino Defilippis (Ita)
- 18e Etappe Saint Gaudens - Pau: Gastone Nencini (Ita)
- 19e Etappe Pau - Bordeaux: Pierino Baffi (Ita)
- 20e Etappe Bordeaux - Libourne: Jacques Anquetil (Fra)
- 21e Etappe Libourne - Tours: André Darrigade (Fra
- 22e Etappe Tours - Parijs: André Darrigade (Fra)

## In populaire cultuur
Van 1947 tot en met 1964 tekende de Belgische striptekenaar Marc Sleen een jaarlijks humoristisch verslag van alle ritten van de Ronde van Frankrijk in zijn stripreeks  De Ronde van Frankrijk. Ook de Tour van 1957 was hierbij.
 winnaars gele trui · 
 puntenklassement · 
 bergklassement · 
 jongerenklassement · 
 tussensprintklassement · 
 combinatieklassement · 
 ploegenklassement · 
 strijdlust · 
rode lantaarn
records · meeste deelnames · ranglijst etappewinnaars · bekende beklimmingen · valpartijen · dopinggevallen · Grand Départ · Souvenir Henri Desgrange
1903 · 
1904 · 
1905 · 
1906 · 
1907 · 
1908 · 
1909 · 
1910 · 
1911 · 
1912 · 
1913 · 
1914 ·
1915 ·
1916 ·
1917 ·
1918 · 
1919 · 
1920 · 
1921 · 
1922 · 
1923 · 
1924 · 
1925 · 
1926 · 
1927 · 
1928 · 
1929 · 
1930 · 
1931 · 
1932 · 
1933 · 
1934 · 
1935 · 
1936 · 
1937 · 
1938 · 
1939 · 
1940 ·
1941 ·
1942 ·
1943 ·
1944 ·
1945 ·
1946 ·
1947 · 
1948 · 
1949 · 
1950 · 
1951 · 
1952 · 
1953 · 
1954 · 
1955 · 
1956 · 
1957 · 
1958 · 
1959 · 
1960 · 
1961 · 
1962 · 
1963 · 
1964 · 
1965 · 
1966 · 
1967 · 
1968 · 
1969 · 
1970 · 
1971 · 
1972 · 
1973 · 
1974 · 
1975 · 
1976 · 
1977 · 
1978 · 
1979 · 
1980 · 
1981 · 
1982 · 
1983 · 
1984 · 
1985 · 
1986 · 
1987 · 
1988 · 
1989 · 
1990 · 
1991 · 
1992 · 
1993 · 
1994 · 
1995 · 
1996 · 
1997 · 
1998 · 
1999 · 
2000 · 
2001 · 
2002 · 
2003 · 
2004 · 
2005 · 
2006 · 
2007 · 
2008 · 
2009 · 
2010 · 
2011 · 
2012 · 
2013 · 
2014 · 
2015 · 
2016 · 
2017 · 
2018 · 
2019 ·
2020 · 
2021 · 
2022 · 
2023 · 
2024 · 
2025